# B-1グランプリ
B-1グランプリ（ビーワン・グランプリ）は、地域活性化を目的とする町おこしのためのイベントであり、全国各地のご当地グルメを通じた「まちおこし団体」の共同PRイベントである。「ご当地グルメでまちおこし団体連絡協議会」（通称：愛Bリーグ）と、開催地の実行委員会が主催している。正式名称は「ご当地グルメでまちおこしの祭典! B-1グランプリ」（2012年までは「B級ご当地グルメの祭典 B-1グランプリ」）。名称の商標権は同協議会が保有している。

## 概要
「ご当地グルメ」で地域おこしをしようという動きが日本各地で見られる中、ご当地グルメを利用し全国に知ってもらえるような宣伝活動をしようとする団体・グループが、日々の活動の成果をお披露目するイベントである。第1回は2006年（平成18年）2月に八戸せんべい汁研究所の企画プロデュースにより青森県八戸市で開催し、10団体が出展した。以降、2015年まで毎年1回開催されたあと中断を挟み、2019年に4年ぶりに開催された。
来場客が出展団体の料理を食べ比べ、投票によりグランプリが決定する。
B-1グランプリの「B」とは、開催当初はB級ご当地グルメのBであったが、グルメばかりが注目されて本来の趣旨である町おこしの理念が伝わらないという理由で、2013年の大会名変更以降は「ブランド（Brand）」のBであると再定義された。

## ルール

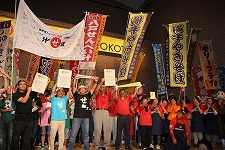
B-1グランプリ in 横手 表彰式

- 会場の来場客が複数の出展料理（有料）を食べ比べた後、自分の気に入った出展団体に投票する。
- 投票は、使用後の箸で行う。1膳2本を2票とし、来場客1人につき2つの団体まで投票できる。
  - 第4回横手大会のみ、投票票数の制限が無かった。
  - 第5回厚木大会から、開催地の団体および過去にゴールドグランプリを受賞した団体は投票対象外とされた[6]。ただし2016年の特別大会のみ、過去にゴールドグランプリを受賞した団体も投票対象となっている。
- 競技終了後、箸の目方を量り最も重かった団体がゴールドグランプリとなる。
- 優勝団体には金の箸、準優勝団体には銀の箸、3位の団体には銅の箸のトロフィーが授与される。
- 次回開催地は、立候補地から決定する。
  - 第1回グランプリ獲得者のみ、次回開催権も授与された。
  - 第9回の開催地は、立候補した浪江焼麺太国の所在地（浪江町）へ住民が戻れるメドが立たないため、近隣の郡山市での開催となった[7]。また、この当時は郡山市のメニューそのものは参加していなかった。

## 開催地等
| 回        | 開催日程              | 開催地                                                              | 開催地            | 出展 | 来場者   | グランプリ （ゴールドグランプリ）                                      | グランプリ （ゴールドグランプリ） |
| --------- | --------------------- | ------------------------------------------------------------------- | ----------------- | ---- | -------- | ---------------------------------------------------------------------- | --------------------------------- |
| 1         | 2006年 2月18日・19日  | 青森県八戸市 ・八食センター                                         | 会場              | 10   | 1.7万人  | 富士宮やきそば学会 富士宮やきそば （静岡県富士宮市）                   |                                   |
| 2         | 2007年 6月2日・3日    | 静岡県富士宮市 ・富士山本宮浅間大社                                 | 会場              | 21   | 25.0万人 | 富士宮やきそば学会 富士宮やきそば （静岡県富士宮市）                   |                                   |
| 3         | 2008年 11月1日・2日   | 福岡県久留米市 ・両替町公園 ・三本松公園 ・東町公園                 | 会場1 会場2 会場3 | 24   | 20.3万人 | 厚木シロコロ・ホルモン探検隊 厚木シロコロ・ホルモン （神奈川県厚木市） |                                   |
| 4         | 2009年 9月19日・20日  | 秋田県横手市 ・中心市街地 ・秋田ふるさと村                          | 会場1 会場2       | 26   | 26.7万人 | 横手やきそば暖簾会 横手やきそば （秋田県横手市）                       |                                   |
| 5         | 2010年 9月18日・19日  | 神奈川県厚木市 ・イトーヨーカドー駐車場 ・厚木野球場                | 会場1 会場2       | 46   | 43.5万人 | みなさまの縁をとりもつ隊 甲府鳥もつ煮 （山梨県甲府市）                 |                                   |
| 6         | 2011年 11月12日・13日 | 兵庫県姫路市 ・姫路城周辺                                           | 会場              | 63   | 51.5万人 | ひるぜん焼そば好いとん会 ひるぜん焼そば （岡山県真庭市）               |                                   |
| 7         | 2012年 10月20日・21日 | 福岡県北九州市小倉北区 ・勝山公園一帯 ・あさの汐風公園一帯          | 会場1 会場2       | 63   | 61.0万人 | 八戸せんべい汁研究所 八戸せんべい汁 （青森県八戸市）                   |                                   |
| 8         | 2013年 11月9日・10日  | 愛知県豊川市 ・豊川公園一帯 ・豊川稲荷大駐車場 稲荷公園             |                   | 64   | 58.1万人 | 浪江焼麺太国 なみえ焼きそば （福島県双葉郡浪江町）                     |                                   |
| 9         | 2014年 10月18日・19日 | 福島県郡山市 ・開成山公園 ・郡山市役所駐車場 ・ザ・モール郡山駐車場 |                   | 59   | 45.3万人 | 十和田バラ焼きゼミナール 十和田バラ焼き （青森県十和田市）             |                                   |
| 10        | 2015年 10月3日・4日   | 青森県十和田市 ・中央公園 ・中心商店街                              |                   | 62   | 33.4万人 | 熱血！！勝浦タンタンメン船団 勝浦タンタンメン （千葉県勝浦市）         |                                   |
| 特別 大会 | 2016年 12月2日・3日   | 東京都江東区 臨海副都心                                             |                   | 56   | 20.2万人 | あかし玉子焼ひろめ隊 あかし玉子焼 （兵庫県明石市）                     |                                   |
| 11        | 2019年 11月23日・24日 | 兵庫県明石市 ・明石公園 ・明石市役所周辺                            |                   | 55   | 31.4万人 | 津ぎょうざ小学校 津ぎょうざ （三重県津市）                             |                                   |

### 2016年の特別大会
2016年は通常のB-1グランプリに代わり、12月2日・3日に東京都・臨海副都心地区で「2016 B-1グランプリスペシャルin東京・臨海副都心」が開催された。通常のB-1グランプリでは団体に投票するが、「B-1グランプリスペシャル」では「行きたいまち・住みたいまち・応援したいまち」をテーマに、参加自治体に投票する形式となる（ただし、愛Bリーグ加盟団体が「運営主体」として関わっているため、実質的にB-1グランプリのシステムは維持されている）。

### 2017年以降
2017年・2018年は全国大会は開催されなかったが、2016年の特別大会でゴールドグランプリを獲得した明石市において2017年11月25日・26日に「2017西日本B-1グランプリin明石」が開催された。
2019年11月23日から24日にかけて、明石市制施行100周年記念事業として4年ぶりとなる第11回大会が明石市で開催された。全国を対象とするB-1グランプリはこれ以降開催されていない。
2020年5月16日・17日に四日市市において「東海・北陸 B-1グランプリ in 四日市」が開催予定だったが、新型コロナウイルス感染拡大防止のため開催見合わせとなり、3年半後の2023年11月18日・19日に開催された。

## 愛Bリーグ
正式名称は「ご当地グルメでまちおこし団体連絡協議会」であり、通称「愛Bリーグ」（アメリカの私立大学の「アイビー・リーグ」を捩ったもの）。第1回B-1グランプリに出展した団体を中心に2006年（平成18年）7月に設立。2010年（平成22年）4月に一般社団法人となった。
本部加盟・支部加盟の別があり、本部加盟会員のみがB-1グランプリへ参加できる。支部加盟会員は所属支部が主催する地域別B-1グランプリのみ参加できる。なおB-1グランプリでの審査対象となるには、料理を最低2万食提供できることが条件とされている。

### 加盟団体
【2019年（令和元年）6月現在】
- 出場：●、殿堂入り・開催地（投票対象外）：○、出場なし：-、準会員：_、当該開催までに退会：×
- ■金色：1位、■銀色：2位、■銅色：3位

本部加盟会員
| 都道府県 | 市区町村     | 団体名                                 | 料理名                   | 出場回 | 出場回 | 出場回 | 出場回 | 出場回 | 出場回 | 出場回 | 出場回 | 出場回 | 出場回 | 出場回 | 出場回 |
| 都道府県 | 市区町村     | 団体名                                 | 料理名                   | 1      | 2      | 3      | 4      | 5      | 6      | 7      | 8      | 9      | 10     | 特     | 11     |
| -------- | ------------ | -------------------------------------- | ------------------------ | ------ | ------ | ------ | ------ | ------ | ------ | ------ | ------ | ------ | ------ | ------ | ------ |
| 北海道   | 北見市       | オホーツク北見塩やきそば応塩隊         | オホーツク北見塩やきそば |        |        |        |        | ●      | ●      | ●      | ●      | ●      | ●      | ●      | -      |
| 北海道   | 釧路市       | 釧路ザンタレなんまら盛り揚げ隊         | 釧路ザンタレ             |        |        |        |        |        |        | _      | _      | _      | ●      | ●      | ●      |
| 北海道   | 小樽市       | 小樽あんかけ焼そば親衛隊               | 小樽あんかけ焼そば       |        |        |        |        |        |        |        | _      | ●      | ●      | ●      | ●      |
| 北海道   | 名寄市       | 第746なよろ煮込みジンギス艦隊          | なよろ煮込みジンギスカン |        |        |        |        |        |        |        | _      | ●      | ●      | ●      | ●      |
| 青森県   | 八戸市       | 八戸せんべい汁研究所                   | 八戸せんべい汁           | ●      | ●      | ●      | ●      | ●      | ●      | ●      | ○      | ○      | ○      | ●      | ○      |
| 青森県   | 黒石市       | 黒石つゆやきそば伝紹会                 | 黒石つゆ焼きそば         | -      | -      | ●      | ●      | ●      | ●      | ●      | ●      | ●      | ●      | -      | ●      |
| 青森県   | 十和田市     | 十和田バラ焼きゼミナール               | 十和田バラ焼き           |        |        |        | _      | ●      | ●      | ●      | ●      | ●      | ○      | ●      | ○      |
| 岩手県   | 久慈市       | 久慈まめぶ部屋                         | 久慈まめぶ汁             |        |        |        |        |        | ●      | ●      | ●      | ●      | ●      | ●      | ●      |
| 岩手県   | 一関市       | いちのせきハラミ焼なじょったべ隊       | いちのせきハラミ焼       |        |        |        |        |        |        |        | _      | ●      | ●      | ●      | ●      |
| 岩手県   | 北上市       | 北上コロッケまるっとLab                | 北上コロッケ             |        |        |        |        | ●      | ●      | ●      | ●      | ●      | ●      | ●      | ●      |
| 岩手県   | 岩手町       | いわてまち焼きうどん連合歓隊           | いわてまち焼きうどん     |        |        |        |        |        | ●      | ●      | ●      | ●      | ●      | ●      | ●      |
| 岩手県   | 岩泉町       | いわいずみ炭鉱ホルモン鍋発掘隊         | 岩泉ホルモン鍋           |        |        |        |        |        |        |        |        |        |        |        | ●      |
| 宮城県   | 石巻市       | 石巻茶色い焼きそばアカデミー           | 石巻焼きそば             |        |        |        | _      | ●      | ●      | ●      | ●      | ●      | ●      | -      | ●      |
| 秋田県   | 男鹿市       | 男鹿のやきそばを広める会               | 男鹿しょっつるやきそば   |        |        |        |        |        | ●      | ●      | ●      | ●      | ●      | ●      | -      |
| 秋田県   | 由利本荘市   | 本荘ハムフライ ハム民の会              | 本荘ハムフライ           |        |        |        |        |        | ●      | ●      | ●      | ●      | ●      | ●      | ●      |
| 秋田県   | 横手市       | 横手やきそばサンライ's                 | 横手やきそば             | ●      | ●      | ●      | ●      | ○      | ○      | ○      | ○      | ○      | ○      | ●      | ○      |
| 秋田県   | 大仙市       | 大曲納豆汁 旨めもの研究会              | 大曲納豆汁               |        |        |        |        |        | _      | ●      | ●      | ●      | ●      | ●      | -      |
| 山形県   | 河北町       | かほく冷たい肉そば研究会               | かほく冷たい肉そば       |        |        |        |        |        | ●      | ●      | ●      | ●      | ●      | ●      | ●      |
| 山形県   | 山形市       | 山形芋煮カレーうどん寄合               | 山形芋煮カレーうどん     |        |        |        |        |        |        | _      | _      | ●      | ●      | ●      | -      |
| 茨城県   | 笠間市       | 笠間いなり寿司いな吉会                 | 笠間いなり寿司           |        |        |        |        |        | _      | ●      | ●      | ●      | ●      | ●      | ●      |
| 茨城県   | ひたちなか市 | 那珂湊焼きそば大学院                   | 那珂湊焼きそば           |        |        |        |        |        |        |        |        | _      | ●      | ●      | ●      |
| 群馬県   | 太田市       | 上州太田焼そばEnJOY麺berS              | 上州太田焼きそば         | -      | ●      | ●      | ●      | ●      | ●      | ●      | ●      | ●      | ●      | ●      | ●      |
| 埼玉県   | 行田市       | 行田ゼリーフライ研究会                 | 行田ゼリーフライ         | -      | ●      | ●      | ●      | ●      | ●      | ●      | ●      | ●      | ●      | ●      | ●      |
| 千葉県   | 勝浦市       | 熱血!勝浦タンタンメン船団              | 勝浦タンタンメン         |        |        |        |        |        | ●      | ●      | ●      | ●      | ●      | ●      | ○      |
| 新潟県   | 南魚沼市     | 南魚沼きりざいDE愛隊                   | 南魚沼きりざい丼         |        |        |        |        |        |        |        | ●      | ●      | ●      | ●      | ●      |
| 福井県   | 坂井市       | 越前坂井辛み蕎麦であなたの蕎麦で辛み隊 | 越前坂井辛み蕎麦         |        |        |        |        |        |        |        | ●      | ●      | ●      | ●      | -      |
| 山梨県   | 甲府市       | 甲府鳥もつ煮でみなさまの縁をとりもつ隊 | 甲府鳥もつ煮             |        |        |        | _      | ●      | ○      | ○      | ○      | ○      | ○      | ●      | ○      |
| 長野県   | 駒ヶ根市     | 駒ヶ根ソースかつ丼フライヤーズ         | 駒ヶ根ソースかつ丼       | -      | ●      | ●      | -      | ●      | ●      | -      | ●      | _      | ●      | ●      | ●      |
| 長野県   | 伊那市       | 伊那ローメンZUKUラブ                   | 伊那ローメン             |        |        |        |        |        | ●      | ●      | ●      | _      | ●      | ●      | ●      |
| 静岡県   | 袋井市       | 袋井宿たまごふわふわほっと隊           | 袋井宿たまごふわふわ     | -      | ●      | ●      | ●      | ●      | ●      | ●      | ●      | _      | _      | ●      | ●      |
| 静岡県   | 浜松市       | 浜松餃子学会                           | 浜松餃子                 | -      | ●      | ●      | ●      | ●      | ●      | ●      | ●      | ●      | ●      | ●      | ●      |
| 静岡県   | 富士宮市     | 富士宮やきそば学会                     | 富士宮やきそば           | ●      | ●      | ●      | ●      | ○      | ○      | ○      | ○      | ○      | ○      | ●      | ○      |
| 静岡県   | 富士市       | 富士つけナポリタン大志館               | 富士つけナポリタン       |        |        |        |        |        | ●      | ●      | ●      | ●      | ●      | ●      | ●      |
| 静岡県   | 西伊豆町     | 西伊豆しおかつお研究会                 | 西伊豆しおかつおうどん   |        |        |        |        |        | ●      | ●      | ●      | ●      | ●      | ●      | ●      |
| 愛知県   | 豊川市       | 豊川いなり寿司で豊川市をもりあげ隊     | 豊川いなり寿司           |        |        |        |        | ●      | ●      | ●      | ○      | ●      | ●      | ●      | ●      |
| 愛知県   | 高浜市       | 高浜とりめし学会                       | 高浜とりめし             |        |        |        |        |        | _      | ●      | ●      | ●      | ●      | ●      | ●      |
| 愛知県   | 瀬戸市       | 瀬戸焼そばアカデミー                   | 瀬戸焼そば               |        |        |        |        |        |        |        | _      | _      | ●      | ●      | ●      |
| 岐阜県   | 郡上市       | 郡上奥美濃カレーファミリー             | 奥美濃カレーライス       | -      | ●      | ●      | ●      | ●      | ●      | ●      | ●      | ●      | ●      | ●      | ●      |
| 岐阜県   | 郡上市       | めいほう鶏ちゃん研究会                 | めいほう鶏ちゃん         |        |        |        | _      | ●      | ●      | ●      | ●      | ●      | ●      | ●      | ●      |
| 三重県   | 津市         | 津ぎょうざ小学校                       | 津ぎょうざ               |        |        |        |        |        | ●      | ●      | ●      | ●      | ●      | ●      | ●      |
| 三重県   | 四日市市     | 四日市とんてき協会                     | 四日市とんてき           |        |        |        | _      | ●      | ●      | ●      | ●      | ●      | ●      | ●      | ●      |
| 三重県   | 亀山市       | 亀山みそ焼きうどん本舗                 | 亀山みそ焼きうどん       |        |        |        |        |        | ●      | ●      | ●      | ●      | ●      | ●      | ●      |
| 三重県   | 松阪市       | Do it! 松阪鶏焼き肉隊                  | 松阪鶏焼き肉             |        |        |        |        |        |        |        | ●      | ●      | ●      | ●      | ●      |
| 三重県   | 名張市       | 名張牛汁協会                           | 名張牛汁                 |        |        |        |        |        | _      | ●      | ●      | ●      | _      | ●      | ●      |
| 大阪府   | 高槻市       | 高槻うどんギョーザの会                 | 高槻うどんギョーザ       |        |        |        |        |        |        |        |        |        |        | ●      | ●      |
| 兵庫県   | 明石市       | あかし玉子焼ひろめ隊                   | あかし玉子焼             |        |        |        |        | ●      | ●      | ●      | ●      | ●      | ●      | ●      | ○      |
| 兵庫県   | 加古川市     | うまいでぇ! 加古川かつめしの会         | 加古川かつめし           |        |        |        |        |        | _      | ●      | ●      | ●      | ●      | ●      | ●      |
| 鳥取県   | 鳥取市       | 鳥取とうふちくわ総研                   | 鳥取とうふちくわ         | ●      | ●      | ●      | ●      | ●      | ●      | ●      | ●      | ●      | ●      | ●      | ●      |
| 島根県   | 出雲市       | 出雲ぜんざい学会                       | 出雲ぜんざい             |        |        |        | _      | ●      | ●      | ●      | ●      | ●      | ●      | -      | ●      |
| 岡山県   | 津山市       | 津山ホルモンうどん研究会               | 津山ホルモンうどん       | -      | -      | -      | ●      | ●      | ●      | ●      | ●      | ●      | ●      | ●      | ●      |
| 岡山県   | 真庭市       | ひるぜん焼そば好いとん会               | ひるぜん焼そば           |        |        |        |        | ●      | ●      | ○      | ○      | ○      | ○      | ●      | ○      |
| 広島県   | 府中市       | 備後府中焼きを広める会                 | 備後府中焼き             |        |        |        | _      | ●      | ●      | ●      | ●      | ●      | ●      | ●      | ●      |
| 徳島県   | 徳島市       | とくしま豆天玉連                       | とくしま豆天玉焼き       |        |        |        |        |        |        |        |        | _      | ●      | -      | ●      |
| 愛媛県   | 今治市       | 今治焼豚玉子飯世界普及委員会           | 今治焼豚玉子飯           |        |        |        |        |        | ●      | ●      | ●      | ●      | ●      | ●      | ●      |
| 福岡県   | 田川市       | 田川ホルモン喰楽歩                     | 田川ホルモン鍋           |        |        |        |        |        | _      | ●      | ●      | ●      | ●      | ●      | -      |
| 佐賀県   | 佐賀市       | 佐賀市はシシリアンライスdeどっとこむ   | 佐賀シシリアンライス     |        |        |        |        |        | _      | ●      | ●      | ●      | ●      | -      | ●      |
| 長崎県   | 大村市       | 大村あま辛カレーうまか隊!              | 大村あま辛黒カレー       |        |        |        |        | ●      | ●      | ●      | ●      | ●      | ●      | ●      | ●      |
| 長崎県   | 雲仙市       | 小浜ちゃんぽん愛好会                   | 小浜ちゃんぽん           |        |        |        | -      | ●      | ●      | ●      | ●      | ●      | ●      | ●      | ●      |
| 長崎県   | 対馬市       | 対馬とんちゃん部隊                     | 上対馬とんちゃん         |        |        |        |        |        | _      | ●      | ●      | ●      | ●      | ●      | ●      |
| 大分県   | 佐伯市       | 佐伯ごまだしうどん大作戦               | 佐伯ごまだしうどん       |        |        |        | ●      | ●      | ●      | ●      | ●      | ●      | ●      | ●      | ●      |
| 大分県   | 日田市       | 日田やきそば研究会                     | 日田やきそば             |        |        |        |        |        | ●      | ●      | ●      | ●      | ●      | ●      | ●      |

過去に加盟していた団体
| 都道府県 | 市区町村      | 団体名                                  | 料理名                       | 出場回 | 出場回 | 出場回 | 出場回 | 出場回 | 出場回 | 出場回 | 出場回 | 出場回 | 出場回 | 出場回 | 出場回 |
| 都道府県 | 市区町村      | 団体名                                  | 料理名                       | 1      | 2      | 3      | 4      | 5      | 6      | 7      | 8      | 9      | 10     | 特     | 11     |
| -------- | ------------- | --------------------------------------- | ---------------------------- | ------ | ------ | ------ | ------ | ------ | ------ | ------ | ------ | ------ | ------ | ------ | ------ |
| 北海道   | 室蘭市        | 室蘭やきとり逸匹会                      | 室蘭やきとり                 | ●      | ●      | ×      |        |        |        |        |        |        |        |        |        |
| 北海道   | 富良野市      | 富良野オムカレー推進協議会              | 富良野オムカレー             | ●      | ●      | ●      | ●      | ●      | ●      | ●      | ×      |        |        |        |        |
| 青森県   | 青森市        | 青森おでんの会                          | 青森生姜味噌おでん           | ●      | ●      | ●      | ●      | ●      | ●      | _      | _      | _      | ×      |        |        |
| 秋田県   | 秋田市        | 秋田かやき協議会                        | 秋田かやき                   |        |        |        |        | _      | ●      | _      | ×      |        |        |        |        |
| 秋田県   | 仙北市        | あいがけ神代カレー神代活性化協議会      | あいがけ神代カレー           | -      | -      | ●      | ●      | ●      | ●      | -      | ×      |        |        |        |        |
| 宮城県   | 登米市        | とよま油麩丼の会                        | 登米・油麩丼                 |        |        |        | ●      | ●      | ●      | ●      | ●      | ●      | ●      | ●      | ×      |
| 福島県   | 浪江町        | 浪江焼麺太国                            | 浪江焼そば                   |        |        |        | _      | ●      | ●      | ●      | ●      | ○      | ○      | -      | ×      |
| 東京都   | 中央区        | 月島もんじゃ振興会協同組合              | 月島もんじゃ焼               | ×      |        |        |        |        |        |        |        |        |        |        |        |
| 神奈川県 | 南足柄市      | 足柄まさカリー金時隊                    | 足柄まさカリー               |        |        |        |        | ●      | ●      | ×      |        |        |        |        |        |
| 神奈川県 | 厚木市        | 厚木シロコロ・ホルモン探検隊            | 厚木シロコロ・ホルモン       | -      | ●      | ●      | ●      | ○      | ○      | ×      |        |        |        |        |        |
| 神奈川県 | 三浦市        | 三浦まぐろラーメンズ                    | 三浦まぐろラーメン           |        |        |        | -      | ●      | ●      | ●      | ●      | ●      | ●      | ●      | ×      |
| 神奈川県 | 湯河原町      | 湯河原坦々やきそば会                    | たんたんたぬきの担々やきそば |        |        |        |        | ●      | ●      | _      | ×      |        |        |        |        |
| 山梨県   | 大月市        | 大月市おつけだんごの会                  | 大月おつけだんご             | -      | -      | ●      | ●      | ●      | ●      | ●      | ●      | ●      | _      | ×      |        |
| 富山県   | 高岡市        | 高岡コロッケ実行委員会                  | 高岡コロッケ                 | -      | -      | -      | -      | -      | ×      |        |        |        |        |        |        |
| 福井県   | 小浜市        | 小浜焼き鯖研究会                        | 浜焼き鯖バラちらし寿司       | ●      | ●      | ●      | -      | ●      | -      | ×      |        |        |        |        |        |
| 長野県   | 飯田市        | 飯田五平もち楽会                        | 五平もち                     |        |        |        |        |        | _      | _      | _      | ×      |        |        |        |
| 静岡県   | 三島市        | みしまコロッケの会                      | みしまコロッケ               | -      | -      | -      | ●      | ●      | ●      | ×      |        |        |        |        |        |
| 静岡県   | 静岡市        | 静岡おでんの会                          | 静岡おでん                   | -      | ●      | ●      | ●      | ●      | ●      | ●      | _      | ×      |        |        |        |
| 静岡県   | 裾野市        | すそのギョーザ倶楽部                    | すその水ギョーザ             | -      | ●      | ●      | ●      | ●      | ●      | ●      | _      | ×      |        |        |        |
| 岐阜県   | 各務原市      | 各務原キムチ鍋奉行所                    | 各務原キムチ鍋               | -      | ●      | ●      | ●      | ●      | ●      | ●      | ●      | ×      |        |        |        |
| 岐阜県   | 下呂市        | 下呂飲食業組合                          | ケイチャン                   | -      | -      | -      | _      | _      | ×      |        |        |        |        |        |        |
| 京都府   | 京都市 伏見区 | 伏見稲荷寿司ひろめ隊                    | 伏見稲荷寿司                 |        |        |        |        |        | ●      | ●      | ●      | ●      | ●      | -      |        |
| 兵庫県   | 佐用町        | 佐用ホルモンうどん食わせ隊              | 佐用ホルモンうどん           |        |        |        |        |        | -      | ×      |        |        |        |        |        |
| 兵庫県   | 姫路市        | 姫路おでん普及委員会                    | 姫路おでん                   | -      | -      | ●      | ●      | ●      | ○      | ●      | ●      | ×      |        |        |        |
| 兵庫県   | 高砂市        | 高砂にくてん喰わん会                    | 高砂にくてん                 | -      | ●      | ●      | ●      | ●      | ●      | ●      | ●      | ×      |        |        |        |
| 兵庫県   | 小野市        | おの恋ホルモン焼きそば広め隊            | おの恋ホルモン焼きそば       |        |        |        |        |        |        | _      | _      | ×      |        |        |        |
| 岡山県   | 備前市        | 日生カキオコまちづくりの会              | 日生カキオコ                 |        |        |        | -      | -      | ●      | ●      | ●      | -      | ×      |        |        |
| 広島県   | 呉市          | 呉細うどんカレーじゃ研                  | 呉細うどんカレー             |        |        |        |        |        | _      | _      | _      | ×      |        |        |        |
| 広島県   | 庄原市        | 庄原焼きプロジェクトこめぽんズ          | 庄原焼き                     |        |        |        |        |        |        |        | _      | _      | _      | ×      |        |
| 高知県   | 須崎市        | 須崎名物「鍋焼きラーメン」プロジェクトX | 鍋焼きラーメン               |        |        |        |        |        | ●      | ●      | ●      | ●      | ●      | -      |        |
| 福岡県   | 北九州市      | 小倉焼うどん研究所                      | 小倉発祥焼うどん             | ●      | ●      | ●      | ●      | ●      | ●      | ○      | ●      | ●      | ×      |        |        |
| 福岡県   | 久留米市      | 久留米焼きとり文化振興会                | 久留米やきとり               | ●      | ●      | ●      | ●      | ●      | ●      | ×      |        |        |        |        |        |
| 大分県   | 宇佐市        | USA★宇佐からあげ合衆国                  | 宇佐からあげ                 |        |        |        |        |        | _      | ●      | ●      | -      | ×      |        |        |
| 宮崎県   | 延岡市        | 延岡発祥チキン南蛮党                    | 延岡発祥チキン南蛮           |        |        |        |        |        | ●      | ●      | ●      | ×      |        |        |        |

## 経済効果
B-1グランプリでゴールドグランプリとなった団体は一気に知名度が上がり、その団体の地域に経済効果をもたらしている。
- 2006年（平成18年）と2007年（平成19年）にゴールドグランプリとなった「富士宮やきそば学会」の場合は、2001年（平成13年）以降9年間の経済効果が439億円に上ると試算されている[33]。
- 2008年（平成20年）にゴールドグランプリとなった「厚木シロコロ・ホルモン探検隊」の場合は、経済効果が本大会後の3ヶ月で約30億円に上ったとされる[34]。
- 2009年（平成21年）にゴールドグランプリとなった「横手やきそば暖簾会」の場合は、横手市内のホテルで休日の宿泊客数が伸びたり、横手やきそば体験ツアーが企画されたりした[35]。
- 2010年（平成22年）にゴールドグランプリとなった「甲府鳥もつ煮でみなさまの縁をとりもつ隊」の場合は、本大会の翌日から甲府市内の鳥もつ煮を提供する飲食店に客が詰め掛け、普段の5倍以上の客足となる店が現れた[36]。また、甲府市内の精肉店でも取扱量が3 - 4倍となる店が現れた[37]。

また、大会の開催地にも経済効果をもたらしている。
- 2010年（平成22年）の厚木大会では、経済効果が36億円あったと算出されている[38][39]。

## 問題点
- 1人1膳2票がルールであるが、複数の料理を食べるとその数分の箸を得られるため、それらを組織票として1つの料理だけに投票するといった不正が見られた。この対策として、投票所へのスタッフ配置による注意、過去のグランプリ受賞団体（殿堂入り）と開催都市の団体は投票対象外とする措置が採られた[40]。
- 来場客数増加により料理の供給能力の限界を超え、早期に料理が完売し、長時間並んでも食べられないという事態が相次いだ。今後出展団体数が増加すると、会場の収容能力問題の発生が見込まれるため、本大会の前に地方ブロック大会を予選として開催し、本大会の出展者を選抜する制度の導入が検討され始めた[41]と2010年に報道されたが、2014年時点で予選制度は導入されていない。愛Bリーグでは2013年以降B-1グランプリへの出場資格を厳格化しており[42]、結果的にB-1グランプリ参加団体の抑制につながっている。
- 2012年以降、愛Bリーグ本部との考え方の違い等を理由に、「厚木シロコロ・ホルモン探検隊」や「久留米焼きとり文化振興会」といったB-1グランプリ初期から参加してきた団体が愛Bリーグから退会するケースが見られる[43][44]。
- B-1グランプリ等のイベント出展にかかるコストに耐えきれず愛Bリーグを退会する団体も増えつつある。2011年にB-1グランプリを開催した姫路市の「姫路おでん普及委員会」は、運営費用が赤字になった上に姫路市からの助成金を打ち切られた結果、2014年に愛Bリーグを退会した[45]。
- 経済効果や地名度の上昇にあたり競争意識が生じ見本市やフェスティバルイベントから競技大会となりつつあり、参加するための料理を開発する団体も生まれている[46]。
- 「まちおこし運動のコンテスト」という趣旨が広まらず、「B級グルメの販促イベント」だと誤解され続けていたため、運営側が新聞や雑誌の大会結果記事に厳しい校正の指示を出すようになり、その結果掲載を見送られることが増えた[47]。
- 地名を料理名に冠することで経済効果が局地的になり、同様の料理文化のある周辺地域の発展を阻害するとの批判がある[47]。

## 地方大会
B-1グランプリを開催した経験のある都市のいくつかでは、その開催ノウハウを生かし、「B-1グランプリ」の名称を冠した地方ブロックごとの大会を開催している。また、全国大会への参加経験がある都市で地方大会が開催されることもある。

### 北海道・東北地方
- 2008年（平成20年）12月6日 - 7日には八戸せんべい汁研究所の主催による「B-1冬の陣 北東北大決戦in八食センター」が第1回B-1グランプリの開催地であった八食センターにおいて開催され、出展された北東北エリアの5品から「八戸せんべい汁」が北東北グランプリに輝いた[49]。
- 2009年（平成21年）12月5日 - 6日にも「東北B-1グランプリ」が八戸市の八食センター内で行なわれ、十和田バラ焼きゼミナールが優勝した。この日は秋田県秋田市の秋田かやき協議会や、岩手県北上市の北上調理師会も出展した。
- 2010年（平成22年）10月23日 - 24日には「北海道・東北B-1グランプリ」が横手市の駅前にぎわい広場を第一会場、横手地域局前大通りを第二会場にして開催され、十和田バラ焼きゼミナールがゴールドグランプリを獲得した。シルバーグランプリには「八戸せんべい汁研究所」、ブロンズグランプリには北海道から初めて参加した「オホーツク北見塩やきそば推進協議会」が選ばれた。来場者数は12.4万人、富士宮やきそば学会、厚木シロコロ・ホルモン探検隊、横手やきそば暖簾会、みなさまの縁をとりもつ隊の殿堂入り団体が、招待団体として出展した。
- 2011年（平成23年）9月17日 - 18日には「2011北海道・東北B-1グランプリinAOMORI」[50]が青森市の青い海公園をメーン会場に、青森駅前公園（こちらは関連イベント「青森フードパーク」として）で開催[51]し、北海道・東北に加え、全国ゴールドグランプリ3団体を加えた22団体が出展した。また、今回は東日本大震災の復興イベントとしての開催のため、「割り箸の投票・その重量による順位付け」を実施せず、それに替えて愛Bリーグ北海道・東北支部会員の「B-1グランプリin姫路」に向けた応援企画として寄せ書きのぼりへの応援メッセージ記載と千羽鶴制作のブースも設置し、これらは11月に兵庫県姫路市で開かれる全国大会で披露された。2日間で約64,500人が来場した。なお、この大会は当初5月に予定されていたが、震災の影響により延期されていた[52]。

### 関東・甲信越・東海（中日本）地方
- 「愛Bリーグ中日本支部」の主催によって2010年（平成22年）10月16日 - 17日にかけて岐阜県各務原市で「中日本B-1フェスタ」が開催された。このイベントでは賞を設定しなかった為、「地方大会」という位置づけはされなかった。
- その後「愛Bリーグ」本部の承認を得て、2011年（平成23年）9月24日 - 25日に愛知県豊川市にて『中日本・東海B-1グランプリ』が開催された。会場は豊川市総合体育館など。結果は「亀山みそ焼きうどん本舗」がゴールドグランプリ、「四日市とんてき協会」がシルバーグランプリ、「津ぎょうざ小学校」がブロンズグランプリと三重県勢が上位を独占。この大会には21万8千人が来場した。
- 2011年（平成23年）9月10日 - 11日に、埼玉県行田市で「第1回ご当地グルメの祭典! 関東B-1グランプリ」を開催[53]し、関東を中心とした合計17団体（うちゲストとして、関東以外の7団体が参加）が出展し、市民プール脇広場（関東）と水城公園市民広場（関東以外）の2会場に分散して行われた。投票対象となる関東10団体のうち、開催地・行田市の「行田ゼリーフライ研究会」を除いた9団体が競い、投票の結果、「甲府鳥もつ煮でみなさまの緑をとりもつ隊」がゴールドグランプリに輝き、次いで「熱血!!勝浦タンタンメン船団」がシルバーグランプリ、「厚木シロコロ・ホルモン探検隊」がブロンズグランプリに輝いた。この大会には約13万7千人が来場した[54]
- 2012年（平成24年）11月24日 - 25日、山梨県甲府市のJR甲府駅周辺で『関東・東海B-1グランプリin甲府』が開催され、14万8千人が来場した。関東・甲信越・東海地方から16団体が参加し、地元で前年の行田大会のゴールドグランプリでもある「甲府鳥もつ煮でみなさまの緑をとりもつ隊」を除いた団体を対象とした投票の結果、「熱血!!勝浦タンタンメン船団」がゴールドグランプリに輝き、次いで「三崎マグロラーメンズ」がシルバーグランプリ、地元・山梨県の「大月市おつけだんごの会」がブロンズグランプリとなった[55]。
- 2013年（平成25年）9月28日 - 29日、千葉県勝浦市の勝浦漁港周辺で『関東・甲信越B-1グランプリin勝浦』が開催され、12万7千人が来場した。地元で前年の甲府大会のゴールドグランプリでもある「熱血!!勝浦タンタンメン船団」のほか、関東・甲信越地方から9団体が、またゲストとして「八戸せんべい汁研究所」、「浪江焼麺太国」など7団体が参加した。関東・甲信越地方の9団体を対象とする投票の結果、「甲府鳥もつ煮でみなさまの縁をとりもつ隊」がゴールドグランプリ、「三崎まぐろラーメンズ」がシルバーグランプリ、「南魚沼きりざいde愛隊」がブロンズグランプリに輝いた[56][57]。

### 近畿・中国・四国地方
- 「B-1グランプリin姫路実行委員会」・「愛Bリーグ」・「愛Bリーグ近畿・中国・四国支部」の主催によって、2011年（平成23年）5月21日 - 22日に兵庫県姫路市の大手前公園・東御屋敷跡公園を会場に『近畿・中国・四国B-1グランプリin姫路』が開催され[58]、地元の姫路おでん普及委員会や高砂にくてん喰わん会をはじめとした近畿・中国・四国の14のまちおこし団体と、ゲストとしてB-1グランプリ殿堂入りの富士宮やきそば学会、厚木シロコロ・ホルモン探検隊、横手やきそば暖簾会、みなさまの縁をとりもつ隊、東日本大震災被災地の石巻茶色い焼きそばアカデミーと浪江焼麺太国の計20団体が出展し、ひるぜん焼そば好いとん会がゴールドグランプリ、津山ホルモンうどん研究会がシルバーグランプリ、今治焼豚玉子飯世界普及委員会がブロンズグランプリを獲得した。この大会には18万5千人が来場した[59]。姫路市は同年の第6回B-1グランプリ開催地となっている。
- 2012年（平成24年）6月9日 - 10日には、鳥取県鳥取市の鳥取城跡（久松公園）周辺で『近畿・中国・四国B-1グランプリin鳥取』が開催され、11万7千人が来場した。地元の「鳥取とうふちくわ総研」のほか、近畿・中国・四国地方から12団体、またゲストとして過去のゴールドグランプリ受賞団体である「富士宮やきそば学会」、「ひるぜん焼そば好いとん会」、「浪江焼麺太国」が参加した。近畿・中国・四国地方の12団体を対象とした投票の結果、「今治焼豚玉子飯世界普及委員会」がゴールドグランプリ、「日生カキオコまちづくりの会」がシルバーグランプリ、「あかし玉子焼ひろめ隊」がブロンズグランプリに輝いた[60]。
- 2013年（平成25年）5月25日 - 26日、岡山県津山市で『近畿・中国・四国B-1グランプリin津山』が開催され、7万1千人が来場した。開催地の「津山ホルモンうどん研究会」のほか、近畿・中国・四国地方から15団体が参加し、またゲストとして「八戸せんべい汁研究所」「甲府鳥もつ煮でみなさまの縁をとりもつ隊」「石巻茶色い焼きそばアカデミー」「浪江焼麺太国」「富士宮やきそば学会」「いなり寿司で豊川市をもりあげ隊」の6団体も参加した。近畿・中国・四国地方の15団体を対象とする投票の結果、「ひるぜん焼そばすいとん会」がゴールドグランプリ、「あかし玉子焼ひろめ隊」がシルバーグランプリ、「日生カキオコまちづくりの会」がブロンズグランプリに輝いた[61]。

### 九州地方
- 2009年（平成21年）11月7日 - 8日には福岡県久留米市内の4カ所にて、「B級グルメの聖地（まち）久留米実行委員会」主催による『第1回九州B-1グランプリ』[62]が開催され、地元の久留米ラーメンや久留米やきとりをはじめとした九州の14のご当地グルメと、ゲストとして八戸せんべい汁・厚木シロコロホルモン・富士宮やきそばの3品が出展され、地元の久留米やきとりが九州ゴールドグランプリを獲得した。この大会には約18万人が来場した[63]。
- 2011年（平成23年）3月26日 - 27日には、福岡県北九州市小倉にて『九州B-1グランプリinコクラ』が開催された。東日本大震災発生直後であることから、投票を行わないチャリティーイベントとして開催され、10万4千人が来場、集まった5,592,876円の義援金を被災地に寄付した[64]。北九州市（小倉）は翌年、第7回B-1グランプリ開催地となっている。

## 公認メニュー
愛Bリーグが公認する「B-1グランプリ公認メニュー」を提供している店舗は以下の通り。
- ぼてぢゅう（東京ぼてぢゅう・大阪ぼてぢゅう）
- ゴトウチぐるめ元気食堂（ららぽーと新三郷内）[65]
- B-1グランプリキッチン・B-1グランプリ賑わい屋（圏央道・厚木パーキングエリア内）
- 阪神甲子園球場内売店[66]

## その他
- 2002年（平成14年）10月13日に福岡県北九州市で小倉城築城400周年記念イベントの一つとして「小倉発祥焼うどん」対「富士宮やきそば」の『天下分け麺の戦い』が行われ、小倉発祥焼うどんが勝利した[注 3]。2010年（平成22年）3月27日 - 28日にはこの大会の復活版である『天下分け麺の戦い2010 天下一之焼麺決定戦』が『第2回小倉BQ食KING』の「焼麺バトル」として12団体が参加して行われ、岡山県真庭市の「ひるぜん焼そば[注 4]」が優勝した[67]。なお北九州市は2012年（平成24年）の本大会会場となっている。
- 2010年（平成22年）に第5回B-1グランプリを開催した神奈川県厚木市では本大会のプレイベントとして同年5月4日 - 5日に「第3回神奈川フードバトルinあつぎ」が開催され、フードバトルの対象となる神奈川県内の30品のご当地グルメのほか、関東・東海地区の愛Bリーグ加盟団体から12品が特別出展された。来場者数は約11万人[68]。
- B-1グランプリ開催前後には、山崎製パンのランチパック[69]をはじめとして、いくつかの企業がコラボレーションをしている。
- 2015年7月10日から2016年10月30日まで、JR秋葉原 - 御徒町駅間の高架下にて、『B-1グランプリ食堂』を営業していた。
- 神奈川県厚木市にある首都圏中央連絡自動車道厚木パーキングエリアには、B-1グランプリとのコラボ店舗が出店されている。